# Cassopolis
Cassopolis es una villa ubicada en el condado de Cass en el estado estadounidense de Míchigan. Es sede del condado de Cass. En el Censo de 2010 tenía una población de 1774 habitantes y una densidad poblacional de 305,37 personas por km².

## Geografía
Cassopolis se encuentra ubicada en las coordenadas 41°54′39″N 86°0′34″O / 41.91083, -86.00944. Según la Oficina del Censo de los Estados Unidos, Cassopolis tiene una superficie total de 5.81 km², de la cual 5.17 km² corresponden a tierra firme y (10.92%) 0.63 km² es agua.

## Demografía
Según el censo de 2010, había 1774 personas residiendo en Cassopolis. La densidad de población era de 305,37 hab./km². De los 1774 habitantes, Cassopolis estaba compuesto por el 59.98% blancos, el 29.26% eran afroamericanos, el 1.13% eran amerindios, el 2.42% eran asiáticos, el 0.06% eran isleños del Pacífico, el 1.52% eran de otras razas y el 5.64% pertenecían a dos o más razas. Del total de la población el 4.51% eran hispanos o latinos de cualquier raza.